# 哈维森号护航驱逐舰
哈维森号护航驱逐舰（英語：USS Harveson，舷号：DE-316），是美国海军于第二次世界大战期间建造的一艘埃德索尔级护航驱逐舰，其舰名取自在珍珠港事件中阵亡的哈罗德·阿洛伊修斯·哈维森（Herold Aloysius Harveson）中尉。
该舰由中尉的母亲T·L·赫朗夫人冠名，于1943年3月9日在德克萨斯州奥兰治联合钢铁厂铺设龙骨，随后于5月22日下水。10月12日，哈维森号正式服役，交由佩里·拉马尔·斯廷森（Peery Lamar Stinson）少校指挥。

## 设计与装备
埃德索尔级护航驱逐舰的设计与巴克利级护航驱逐舰类似，均采用长船体并建有较高的舰桥。该级护航驱逐舰配备3英寸（76毫米）50倍径单装主炮，后续曾计划更换为5英寸（127毫米）38倍径主炮，但最终没有实际执行。该级护航驱逐舰由4台费尔班克斯-莫尔斯38D8-1/8-10内燃机提供动力，总功率最高可达6000匹马力，最高航速21节。其燃料舱可携带312吨重油，在12节航速下航程可达11000海里。此外，该级舰船还配备有较完善的侦查搜索系统，包括SL或SU水面雷达、SA对空雷达、QC声呐系统以及用于监听潜艇无线电的HF/DF天线。

## 服役历史
在百慕大完成试航调整后，哈维森号启程返航。1943年12月15日夜，她在弗吉尼亚海域因海雾与1艘商船相撞，造成自身船体严重损伤，她迅速前往朴茨茅斯修理，最终于1944年2月完成修复离开船厂，前往纽约加入第22护航中队。3月1日，舰队离开纽约，经哈利法克斯前往北爱尔兰伦敦德里。此后的14个月内，哈维森号又护送9批船团安全跨越大西洋前往欧洲。
德国投降后，第22护航中队被调至太平洋战区，哈维森号先后途经巴拿马运河和圣迭戈，最终于1945年7月11日抵达珍珠港。此后一段时间，她一直在夏威夷海域训练。9月3日，哈维森号护送一批坦克登陆舰前往日本，最终于24日抵达佐世保。之后的几周，她一直在本州沿岸活动，护送麦金利山号指挥舰并协助盟军登陆占领和歌山、广海军工厂和名古屋。
11月4日，哈维森号离开横滨启程返回美国本土，12月，她顺利抵达杰克逊维尔并加入大西洋舰队执行任务。1947年5月9日，哈维森号在格林科夫斯普林斯退役并加入美国海军预备舰队。
1950年，哈维森号进入马雷岛海军造船厂改造，9月13日她被重新分类为雷达哨戒驱逐舰DER-316，1951年2月12日，她在加利福尼亚州瓦列霍重归现役。完成试航调整后，哈维森号于5月30日在罗德岛州纽波特加入第10护航中队，开启其雷达哨戒任务。此后数年，哈维森号一直在北大西洋执行预警任务，期间还频繁前往加勒比地区参加反潜和战术演习。
1957年7月15日，哈维森号由纽波特出发前往太平洋执行雷达哨戒任务，8月18日，她顺利抵达珍珠港，此后3年，她一直在夏威夷海域活动。1960年6月30日，哈维森号在斯托克顿退役，1966年12月1日，她自美国海军除籍，随后于1967年10月10日在加利福尼亚海域被作为靶舰击沉。

## 荣誉
哈维森号服役期间所获荣誉如下：
|  |  |  |
|  |  |  |

| 美国战役奖章           | 亚太战役奖章     | 欧洲-非洲-中东战役奖章 |
| 第二次世界大战胜利奖章 | 海军占领服役奖章 | 国防部服役奖章         |

## 历任舰长
| 姓名       | 译名                         | 军衔     | 所属军种       | 任职时间                   |
| ---------- | ---------------------------- | -------- | -------------- | -------------------------- |
|            | 佩里·拉马尔·斯廷森           | 少校     | 美国海岸警卫队 | 1943年10月12日             |
|            | 乔治·威廉·纳尔逊             | 中校     | 美国海岸警卫队 | 1944年2月2日               |
|            | 詹姆斯·A·诺顿                | 少校     | 美国海岸警卫队 | 1945年5月20日              |
|            | 小约翰·福德里·汤普森         | 上尉     | 美国海岸警卫队 | 1945年8月                  |
| 资料缺失   | 资料缺失                     | 资料缺失 | 资料缺失       | 1945年10月                 |
|            | 埃弗雷特·艾伦·罗兹           | 少校     | 美国海军       | 1946年-1947年5月9日        |
|            | 温菲尔德·斯科特·斯洛克姆三世 | 少校     | 美国海军       | 1951年2月12日              |
|            | 乔治·奥斯汀·加尔德           | 少校     | 美国海军       | 1952年                     |
|            | 约翰·马丁·德拉吉             | 少校     | 美国海军       | 1953年12月                 |
|            | 罗伯特·布鲁斯·基特           | 少校     | 美国海军       | 1955年7月                  |
|            | 埃德蒙·路易斯·凯利           | 少校     | 美国海军       | 1957年7月1日               |
|            | 托马斯·富兰克林·布克         | 少校     | 美国海军       | 1959年1月1日-1960年6月30日 |
| 参考文献： |                              |          |                |                            |